# Aeroportul Internațional Mae Fah Luang – Chiang Rai
Aeroportul Internațional Mae Fah Luang – Chiang Rai (IATA: CEI, ICAO: VTCT) este un aeroport din Ban Du⁠(d), Districtul Mueang Chiang Rai, Provincia Chiang Rai, Thailanda ce deservește zona Chiang Rai⁠(d). Aeroportul a fost tranzitat în 2022 de 1.686.726 de pasageri. A fost deschis în 1998 și numit după zona deservită.
Situat la o altitudine de 390 m, aeroportul dispune de o singură pistă. Este operat de Airports of Thailand⁠(d).